# Tenochtitlan
Acest articol se referă la Tenohtitlan, capitala Imperiului aztec. Pentru municipalitatea contemporană cu nume similar, vedeți Tenochtitlán, Veracruz, iar pentru istoria post-aztecă vedeți Mexico City.
Pentru oricare alte posibile sensuri, vedeți Tenochtitlan (dezambiguizare).

Tenochtitlan (pronunție: [tɛ.nɔtʃ.tɪ.tɬaːn]) ori, alternativ, Mexico-Tenochtitlan, (în limba Nahuatl semnificând "Mexico printre cactuși de piatră") a fost capitala statului, apoi a Imperiului Aztec între 1325 și 1521, fiind construit pe o insulă și pe extensiile acesteia din lacul endoreic Texcoco, care este astăzi parte a Districtului Federal, arie federală din centrul Mexicului.  În timpul maximei sale înfloriri, Tenochtitlan a fost unul dintre cele mai mari orașe ale lumii, cu o populație de peste 200.000 de locuitori.
Orașul a fost capitala statului unificat aztec, mai târziu cunoscut în istorie ca Imperiul aztec.  Din 1428, anul constituirii Triplei alianțe aztece, și până la distrugerea sa din 1521, statul aztec a devenit suficient de mare (având foarte probabil la apogeul său o populație totală de aproximativ 19 - 19,5 milioane de oameni) pentru a purta "legitim" numele de Imperiu, devenind de fapt o federație a orașelor Tenochtitlan, Texcoco și Tlacopan, federație cunoscută și sub numele de Tripla Alianță Aztecă, aflată sub hegemonia orașului capitală Tenochtitlan.  Tributul provenit din provinciile aparținătoare, care era împărțit după raportul 5:3:1  între Tenochtitlan, Texcoco și Tlacopan (după alte surse, 2:2:1, raport care este însă puțin probabil), este o indicație indirectă, dar clară a raportului de putere existent în Imperiu.
Orașul a fost distrus de către conchistadorii spanioli în anul 1521. Capitala Mexicului de azi, Mexico City, a fost construit pe ruinele fostei capitale a Imperiului aztec și în decursul secolelor care au urmat, cea mai mare parte a lacului Texcoco a fost treptat secată.

## Legendele înființării orașului

### Vulturul, cactusul și șarpele

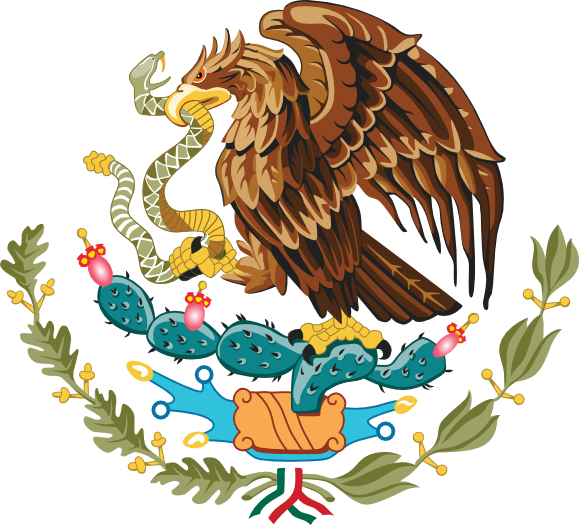
Stema Mexicului cu vulturul pe un cactus.

Conform uneia din legende, aztecii ar fi fost o populație nomadă care ar fi locuit într-un loc numit Aztlan, a cărui localizare este astăzi subiectul unor discuții foarte aprinse, situat undeva la nord, est sau la vest (dar nu la sud), de localizarea orașului Tenochtitlan.  Conform legendei, preoții acestui popor nomad i-ar fi indicat acestuia țara unde să se așeze, iar acest loc ar fi fost acela unde un vultur se lasă pe un cactus și caută să omoare un șarpe. Această scenă este azi prezentă și în stema mexicană.

### Huitzilopochtli

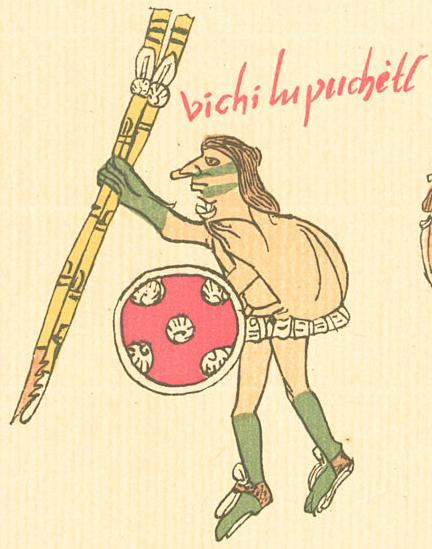
Huitzilopochtli, într-o reprezentare antropomorfă din Codex Telleriano-Remensis, secolul al 16-lea.

Conform unei alte legende, poporul aztec se ocupa cu vânătoarea, trăind o viață nomadă într-unul din  deșerturile (azi neidentificat) din nordul sau centrul Mexicului de astăzi.  În jurul anului 1200, aztecii ar fi coborât spre sud, în valea fertilă a Mexicului, cunoscută (printre alte denumiri) ca Valea Mexica.  Conform acestei legendei, zeul Huitzilopochtli, care printre alte atribuiri o avea și pe acea de Zeu-Soare, le-ar fi spus să se stabilească acolo unde vor întâlni un semn deosebit, adică acolo unde vor întâlni un vultur care stă pe un cactus având un șarpe în gheare. În jurul anului 1325, aztecii au găsit acel loc, iar orașul pe care l-au construit l-a numit Tenochtitlan.  Tenoch (* 1299, Cuauhmixtitlan, † 1363) a fost un lider al aztecilor stabiliți în Valea Mexica, din timpul căruia a început perioada regilor azteci, și al cărui nume a fost folosit pentru numirea orașului înființat.

## Geografia și hidrologia locului
Tenochtitlan acoperea o suprafață estimată de a fi între 8 și 13,4 km², situată în marginea vestică a lacului endoreic, ușor sărat și puțin adânc Texcoco.  Capitala era conectată cu uscatul prin drumuri construite pe diguri, care conectau orașul în toate direcțiile punctelor cardinale.  Digurile erau întrerupte de poduri mobile pentru a permite fluiditatea traficului acvatic.  Podurile putea fi ridicate, sau chiar demontate rapid, în cazul unui atac care necesita apărarea orașului.  Drumurile de acces ale orașului însuși constau din drumuri terestre dublate de canale navigabile, astfel încât oricare din punctele orașului erau acccesibile în multiple forme.

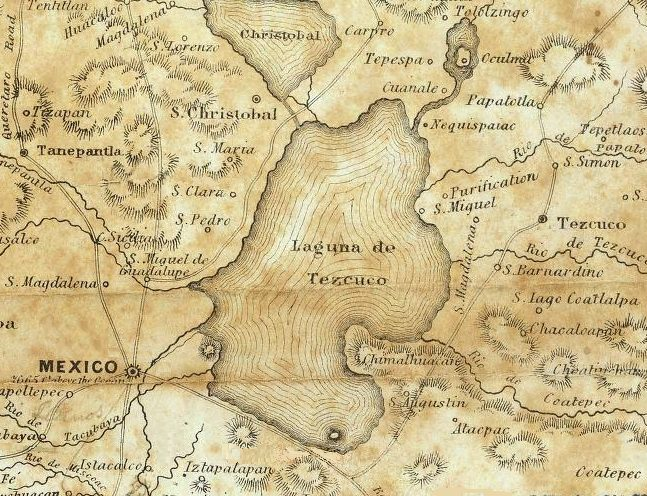
Lacul Texcoco conform unei reprezentări din 1847, având o suprafață evident redusă față de cea a lacului din timpul Imperiului Aztec.

Lacul Texcoco era cel mai mare din cele cinci lacuri endoreice și, ca atare, mai sărate decât alte tipuri de lacuri (spre exemplu cele de deversare) care se găseau în secolul al 14-lea în Valea Mexica.  În timpul regimului lui Moctezuma I, a fost construit digul Nezahualcoyotl, care separa zona lacului pe care era construit orașul de restul lacului.  Digul, care fusese designat, conform surselor timpului, de însuși Nezahualcoyotl, și care avea o lungime estimată între 12 și 16 km, a fost terminat complet în 1450.  Rolul său era de a separa apa mai sărată a restului lacului, situată la est de oraș, de apa din jurul orașului Tenochtitlan, pentru a menține nivelul acesteia de salinitate la nivelul obișnuit al apei potabile.
Două acvaducte duble, fiecare din ele mai lungi de patru kilometri, construite din pământ ars, printr-o tehnologie similară celei folosite astăzi la realizarea cărămizilor și țiglelor, furnizau continuu apă proaspătă orașului din izvoarele de la Chapultepec.  Această apă era menită primordial curățării și spălării.  Pentru băut și sau gătit era preferată apa proaspătă din munții înconjurători.  În timp ce majoritatea populației se spăla de două ori pe zi, despre Moctezuma se spunea că se spăla de patru ori zilnic.  Drept săpun, se folosea rădăcina unei plante numită copalxocotl (saponaria americana), iar drept săpun de rufe se folosea rădăcina altei plante, metl, cunoscută azi ca maguey.  Cei avuți, clasele conducătoare și femeile gravide se bucurau de privilegiul de a folosi temazcalli, o instalație complexă similară unei saune, care este încă folosită azi în sudul Mexicului și care era foarte populară în toate culturile Mezoamericii.

## Planul orașului
Orașul era divizat în patru zone sau campan, fiecare campan era divizat în 20 de districte (calpullii, iar în nahuatl, calpōlli)) și, în sfârșit, fiecare calpulli era intersectat de străzi sau tlaxilcalli.  Existau trei stăzi principale, aidoma unor bulevarde, fiecare ducând direct spre cele trei drumuri majore care legau orașul de uscat.

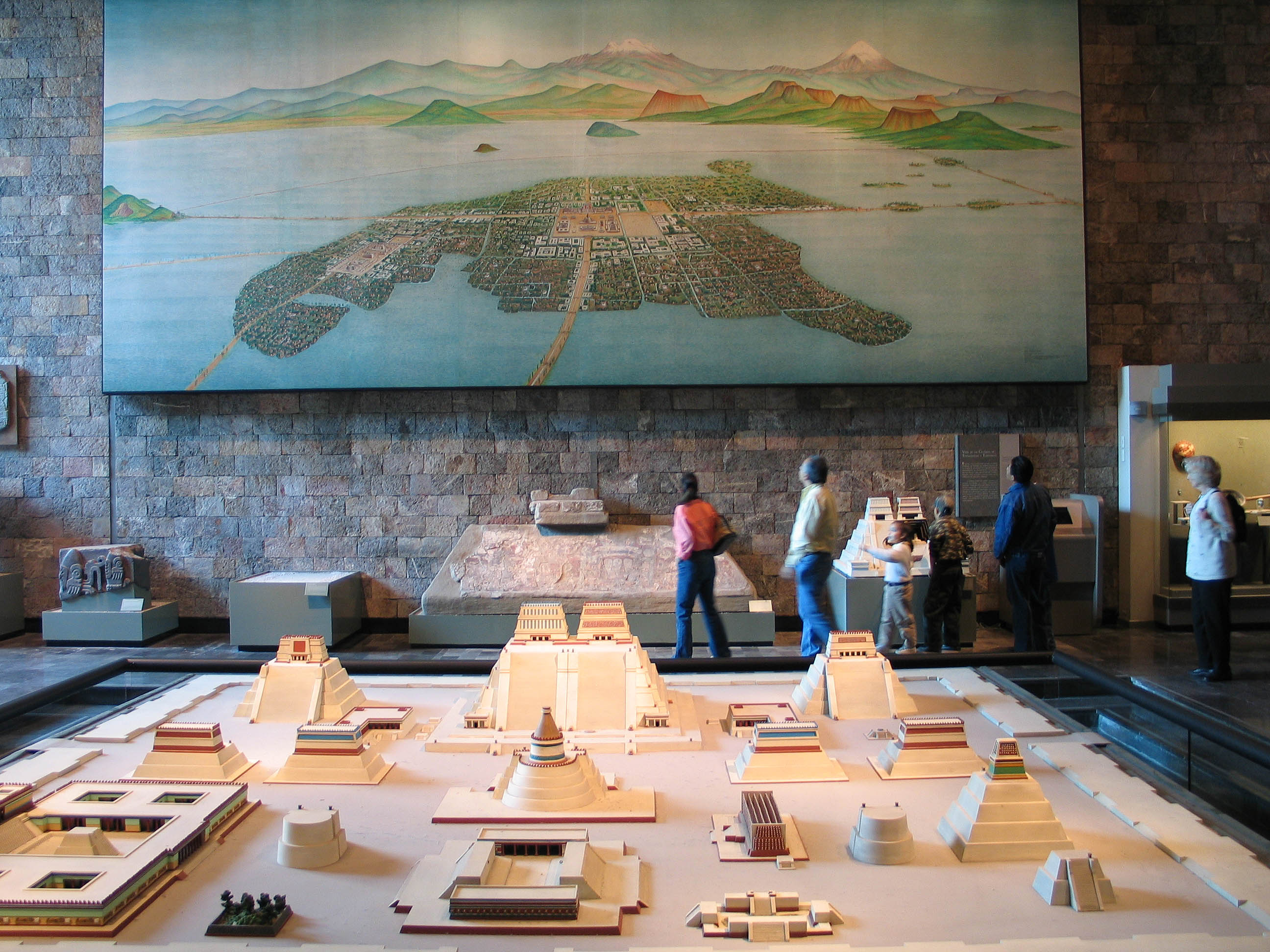
Model al templului central al orașului Tenochtitlan reconstituit, așa cum era la vremea sosirii spaniolilor. (Muzeul de antropologie al orașului Mexico)

Bernal Díaz del Castillo, cronicarul conchistadorilor care au distrus Imperiul Aztec, relata că aceste căi de acces principale era destul de largi ca zece călăreți să se fi putut deplasa simultan în ambele direcții.
Districtele numite calpulli erau împărțite în canale folosite pentru transport acvatic, fiecare dintre drumurile de "uscat" având poduri mobile de lemn care erau "demontate" noaptea, lăsând canalele libere circulației nocturne, care asigura majoritatea aprovizionării și a necesităților de transport.  Referitor la aceste canale, este cunoscut că spaniolii au pierdut cea mai parte a aurului pe care l-au prădat din Tenochtitlan încercând să treacă aceste canale multiple în noaptea care a rămas cunoscută ca La Noche Triste.
Fiecare din acele calpulli erau specializate într-un anumit domeniu al artefactelor, existând o competiție acerbă între aceste secțiuni ale orașului.  Fiecare sărbătoare sau celebrare oferită de un anumit calpulli, era un minunat prilej de a demonstra că acel calpulli este primul.  Chiar astăzi, în anumite părți ale sudului capitalei, Mexico City, comunitățile organizatoare de manifestații și sărbătoriri sunt numite "calpullis".